# Dan leef ik toch nog een keer
Dan leef ik toch nog een keer is een nummer van het Nederlandse zang- en cabaretduo Acda & De Munnik. Het is de eerste single van hun zesde studioalbum Nachtmuziek.
Het nummer haalde de 21e positie in de Nederlandse Top 40.

## NPO Radio 2 Top 2000
| Nummer met noteringen in de NPO Radio 2 Top 2000 | '09  | '10  |
| ------------------------------------------------ | ---- | ---- |
| Dan leef ik toch nog een keer                    | 1750 | 1534 |

1. ↑  Een vetgedrukt getal geeft de hoogste notering aan.
2. ↑  2009 was het eerste jaar met een notering voor dit nummer.
3. ↑  Deze tabel is bijgewerkt tot en met de laatste editie (2024).